# Спорт FM
«Спорт FM» (ранее — «Радио Спорт») — бывшая российская радиостанция, посвящённая спорту, охватывая все его виды — от гольфа до футбола. Изначально она входила в «Концерн Радио-Центр» (вместе с радиостанциями «Говорит Москва» и «Главное радио»). С конца 2011 года «Спорт FM» входила в состав «Европейской медиагруппы». 15 августа 2018 года радиостанция прекратила своё существование и была заменена на радиостанцию «Studio 21», сохранив в первые два года его старое название в соответствии с лицензией.

## История
Это третья попытка создания спортивной радиостанции в России. До этого, с 9 июля 1998 года до 26 ноября 1999 года на частоте 103,4 FM вещало «Радио Спорт», а с 24 февраля 2000 года по 3 сентября 2001 года и с 24 сентября 2002 года по 24 февраля 2005 года — «Спорт FM».
В феврале 2006 года «Радио Спорт» выиграло конкурс на московскую частоту 93,2 FM, и уже 7 июня 2006 года она впервые вышла в эфир. Также вещание осуществлялась в российских регионах как «Спорт FM — Мега FM» (в дальнейшем — «Главное радио»), но на весьма недолгий период. Причина — низкая популярность радиостанции.
В октябре 2011 года стало известно о покупке станции холдингом Сибирский деловой союз. За 10 млн долларов она была выкуплена у вице-губернатора Санкт-Петербурга Василия Кичеджи — бизнесмена, аффилированного с бывшим мэром Москвы Юрием Лужковым.
Новые владельцы заявили о желании создать федеральную сеть вещания: сначала «Радио Спорт» будет запущено в Кемерово и Новокузнецке, а в течение двух лет до Олимпиады в Сочи 7 февраля 2014 года сеть должна распространиться на 45 городов. В 2013 году группа получила под концепцию спортивного радио частоты сразу в 37 городах, включая Новосибирск, Екатеринбург, Нижний Новгород, Самару и Сочи, а в октябре 2014 года — ещё в 11, включая Санкт-Петербург и Краснодар. Группа объявила, что вложит в проект 1 млрд рублей, и, несмотря на социальное позиционирование, планировала начать зарабатывать на активе после 2015 года.
C 13 января 2014 года радиостанция переименована в «Спорт FM». В апреле 2015 года ЕМГ скорректировала сетку вещания станции в сторону неспортивного контента, включая новости о событиях в стране и мире, а также разговорные программы.
6 августа 2015 года ЕМГ переоформила частоты ООО «Медиа Спорт» в восьми городах на собственные музыкальные радиостанции: «Дорожное Радио», «Ретро FM» и «Радио 7 на семи холмах», что было продиктовано бизнес-интересами. Дальнейшего переформатирования региональных станций не планируется, с лета 2016 года планируется расширять вещание «Спорт FM» в 11 городах. При этом месяцем ранее руководство радиохолдинга заявляло о намерении достигнуть операционной окупаемости радиостанции в 2018 году, а сама она к концу 2015 и 2017 годов должна была находиться в топ-25 и топ-18 московских радиостанций.
15 сентября 2016 года «Спорт FM» начало своё вещание в Санкт-Петербурге.
1 сентября 2017 произошли очередные масштабные изменения в сетке вещания: исчезли сразу несколько программ в дневной сетке эфира, их всех заменила одна — «Спорт и всё остальное», которая создана на базе бывших программ с большим количеством рубрик. Также появились новые программы в вечерней сетке эфира.
В ноябре 2017 года «Спорт FM» прекратил своё вещание ещё в десяти городах.

### Ребрендинг
25 июля 2018 года стало известно об очередном масштабном изменении вещания «Спорт FМ»: эфир будет на 80 % состоять из музыки, но основное спортивное направление станция сохранит. Остальное время будут занимать спортивные новости, а само название радиостанции меняться не будет.
15 августа 2018 года произошло переформатирование радиостанции: в её эфир были интегрированы музыкальный и развлекательный контент производства мультимедийного проекта «Европейской медиагруппы» «Studio 21». Также полностью была изменена спортивная составляющая станции. Прежний коллектив «Спорт FM» над новыми программами не работает, все они покинули радиостанцию и занимаются своими проектами. Большинство слушателей «Спорт FM» выступили с резкой критикой подобного решения и даже создали петицию по возвращению прежнего формата на сайте change.org.
14 декабря 2018 года сайт «Спорт FM» был отключен, стало осуществляться перенаправление на спортивный раздел сайта «Studio 21» (позже — на главную страницу того же сайта), который, однако, через две недели перестал обновляться. Тогда же ссылка на него была удалена с её главной страницы. Несмотря на всё это, в лицензии по-прежнему сохранялось название СМИ «Спорт FM», то есть юридически радиостанция всё ещё существовала.
13 ноября 2020 Роскомнадзор выдал новые лицензии радиостанциям ЕМГ. Согласно им, в Мурманске, Петрозаводске, Орле, Вологде, Белгороде, Владимире, Липецке, Ижевске и Нижнем Тагиле «Studio 21» заменялась на радиостанцию с бардовскими песнями «Калина красная». Ещё в нескольких городах (Архангельск, Кемерово и другие) хип-хоп радиостанцию сменило «Новое радио». В Рязани, Ставрополе и Брянске вместо «Studio 21» началось вещание «Европы Плюс».
Что касалось тех городов, где «Studio 21» решено было оставить в эфире, то ЕМГ переписала эти частоты на ООО «Компания Новое радио», которому де-юре и принадлежит СМИ «Studio 21». Таким образом, «Спорт FM» уже юридически перестал существовать в эфире. В течение недели после публикации лицензии, из эфира «Studio 21» окончательно исчезли все спортивные программы, в том числе и рубрика «Всё о спорте» с биографиями выдающихся спортсменов.
Примечательно, что в этот же день, 13 ноября 2020 года Роскомнадзором была выдана универсальная радиовещательная лицензия для ООО «Медиа Спорт» со СМИ «Спорт FM».
С 23 ноября 2020 года в группе «Спорт FM» во ВКонтакте возобновили публикацию новостей спорта после более чем двухгодичного перерыва. Группу радиостанции постепенно будут переводить на тематику покера, так в описании группы уже содержится слоган «Спорт, Покер, Жизнь.».

### Падение рейтинга «Studio 21»

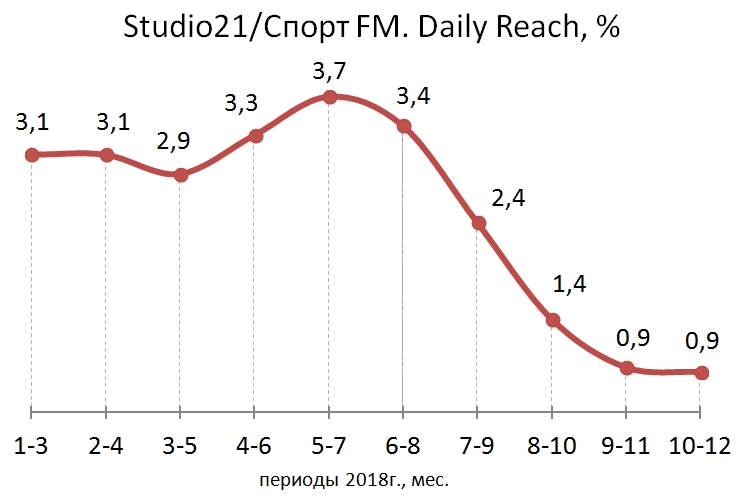
Падение рейтинга радио на примере г. Москва. Mediascope Radio Index в категории Reach Daily

После интегрирования «Studio 21» на частоте «Спорт FM» число слушателей частоты заметно упало. Так в Москве, среднесуточная аудитория «Спорт FM» в ноябре—марте держалась на уровне 3,2 % от общего числа слушателей старше 12 лет, летом во время ЧМ-2018 поднялась до 3,7 %, а затем после интегрирования со «Studio 21» стала снижаться и в августе—октябре составила 1,4 %.
Популярность обновленной радиостанции продолжила снижаться и в сентябре—ноябре 2018 г. в Москве составила 0,9 % а в Санкт-Петербурге — 0,7 %. Радио «Studio 21» в данных городах занимает самую последнюю строчку в рейтинге (43-ю и 30-ю соответственно).
К лету 2021 года широкую сеть вещания обновленной станции «Studio 21» сократили до 15 городов, не включая Саров, где её ретрансляцией занимается местная радиокомпания. На сайте самой радиостанции значатся шесть городов вещания.

### Возобновление
В конце августа 2021 года журналист «Спорт-Экспресса» Максим Алланазаров сообщил о том, что инвесторы выкупили волну радиостанции и планируют возродить «Радио Спорт». Планировалось, что генеральным продюсером возобновлённой радиостанции может стать Александр Кузмак, однако на самом деле, он стал главным редактором. Инвестором радиостанции назначен Сергей Борисов — бывший совладелец и президент московского мини-футбольного клуба «Спартак», стоявший у истоков Интернет-проекта «Радио Команда», существовавшего с 2013 по 2016 год. Сама радиостанция, которая войдёт в состав радиохолдинга «Krutoy Media» Михаила Гуцериева, начнёт вещание в конце октября 2021 года на московской частоте 94.4 FM, заменив в эфире «Весну FM» — она получит название «Радио Спорт Москва». 16 сентября радиостанция с таким официальным названием получила от Роскомнадзора свидетельство о регистрации.

## Программы (2006—2018)

### Межпрограммные рубрики
- Всё о спорте
- Словарь спорта
- Наши спортивные легенды
- Хоккейная лихорадка
- Живи футболом
- Ритмы спорта
- Будущий чемпион
- Моя команда
- 100 лет в истории спорта
- Курс молодого бойца
- Знаете ли вы
- Город-герой
- Сказано на Спорт ФМ
- Рио зовёт
- Матч за 60 секунд

### Бывшие передачи
- «100 % утра» (ранее — «Высокий старт», «Пинг-понг шоу») с Романом Вагиным, Александром Боярским и Эммой Гаджиевой.
- «100 % азарта» с Александром Софроновым, Михаилом Королёвым и Ольгой Окс.
- «100 % жизни» с Ильёй Громовым и Ольгой Окс.
- «100 % хоккея» — обсуждение главных хоккейных тем дня с Владимиром Дехтяревым и Дарьей Мироновой.
- «100 % скорости» — программа Максима Королькова о «Формуле-1» и других автогонках.
- «9 месяцев» с Нобелем Арустамяном.
- «Calcio Vita» — авторская программа Нобеля Арустамяна об итальянском футболе.
- «PRO И CONTRA с Георгием Черданцевым, Владимиром Стогниенко, Константином Геничем, Нобелем Арустамяном и Александром Бубновым».
- «PSL».
- «Автогол» — Авторитетно о голах и не только. Еженедельное интерактивное радиошоу.
- «Автомобилизация» — программа Максима Трусова и Антона Ширяева об автомобилях в спорте и в жизни.
- «Берегись Поезда» — программа о футбольном клубе «Локомотив».
- «Биатлонный постскриптум»(«Биатлонные Посиделки») — авторская программа Андрея Кондрашова.
- «Большое спортивное утро».
- «Большой маленький футбол».
- «Бразилия ближе» с Дмитрием Дерунцом.
- «В ритме танца» с Полиной Кульбеда.
- «В центре поля» с Михаилом Пукшанским.
- «Вбрасывание в зоне противника».
- «Вне игры» с Константном Геничем.
- «Время Сатурна» — программа о футбольном клубе Сатурн.
- «Вспомнить всё» — программа Олега Винокурова.
- «Гладиаторы» — программа о футбольном клубе «Спартак» Москва.
- «Гостевая трибуна».
- «Доброе утро, Бразилия» с Алексеем Зольдбергом и Дарьей Мироновой.
- «Еврофутбол» — программа Юрия Розанова и Нобеля Арустамяна.
- «За бортом» с Владимиром Дехтяревым и Дарьей Мироновой.
- «Идеальный слух».
- «Искусственный спорт».
- «Конфликт интересов» с Александром Малыхиным и Денисом Николаевым.
- «Круглый Стол» с Нобелем Арустамяном — обсуждение самых острых тем футбольного мира.
- «Легенды отечественного хоккея» с Владимиром Дехтярёвым.
- «Личный зачет» с Софьей Тартаковой и Алексеем Зольдбергом.
- «Лыжный арсенал».
- «Магия 80-х».
- «На грани фола».
- «Наше всё с Юрием Розановым».
- «Овертайм» — хоккей с Владимиром Дехтяревым в рамках «Вечернего канала».
- «Осторожно! Злой Вагин».
- «Песчаные бури» — передача о футбольном клубе ЦСКА.
- «Петровский парк» — программа о футбольном клубе «Динамо» (Москва), ведущий Дмитрий Дерунец.
- «По ту сторону океана» — программа Игоря Кытманова о латиноамериканском футболе.
- «Под знаком Стрельца» — программа о футбольном клубе «Химки».
- «Полторашка на Двоих» с Романом Вагиным и Александром Боярским.
- «Примера» — программа Михаила Поленова об испанском футболе.
- «Про Вело» — авторская программа Андрея Кондрашова.
- «Проклятые журналюги».
- «Про-экстрим».
- «Пси-фактор» — программа о роли психологии в спорте.
- «Путь на вершину».
- «Регби-плюс» («Все о регби») — авторская программа Игоря Кытманова.
- «Российский волейбол» с Тарасом Тимошенко.
- «Россия олимпийская» с Дмитрием Дерунцом.
- «Секретные агенты» — программа о футбольных агентах.
- «Сердце красно-белых» — программа о футбольном клубе «Спартак», ведущий Сергей Воробьев.
- «Смотри в оба: играет Англия» — авторская программа Дмитрия Дерунца об английском футболе.
- «Сочинский хит-парад» с Алексеем Зольдбергом и Дарьей Мироновой.
- «Спорный мяч» — программа Олега Винокурова и Нобеля Арустамяна.
- «Спортивная медицина».
- «Спортивная пресса».
- «ССР» («Секс, Спорт, Рок-н-Ролл»).
- «Теория Заговора».
- «Территория Динамо» — программа о хоккейном клубе «Динамо».
- «Трое в лодке» (последний эфир 20.08.2010) — программа Александра Щукина и Михаила Антонова
- «Фан-зона» — с Романом Щербой.
- «Фан-клуб» — авторская программа Игоря Кытманова.
- «Федозол».
- «Фигурные страсти» — программа о фигурном катании.
- «Футбол в диалогах» — авторская программа Олега Винокурова.
- «Футбольный карнавал» — разогрев перед матчами Чемпионата мира по футболу-2014.
- «Хоккей» — программа Владимира Дехтярева о хоккее с шайбой.
- «Царь-пушка» — Программа о мини-футбольном клубе «Дина».
- «Цена победы» с Виталием Качановским.
- «Циклон» — авторская программа Андрея Кондрашова о циклических видах спорта.
- «Час российской сборной» с Нобелем Арустамяном.
- «Чего хотят женщины» — авторское шоу Марии Командной и Катерины Кирильчевой.
- «Шоу Николая Яременко».
- «Экстремальный парк» (ранее — Основное время) с Арташесом Антоняном.
- «Offside show» c Романом Вагиным и Василием Куролесовым.
- «Душ из шампанского» — программа Элоны Марктвейн.
- «В гостях у Кристины Колесниковой».
- «Детская трибуна» — все самое интересное и захватывающее о детско-юношеском футболе с Иваном Ильющенко.
- «Детский спорт» — программа о детском спорте с Игорем Провольневым.
- "Путь победителей — с Максимом Поповым
- «Спорт и всё остальное» с Александром Софроновым, Романом Мазуровым и Ольгой Кокс.
- «Top sport» — рейтинг важных событий дня с Артёмом Дроздовым и Алексеем Зольдбергом.
- «Спорт LIFE» — главные события уик-энда на Спорт ФМ с Романом Щербой и Сергеем Курмановым.
- «Вызов в сборную» с Александром Софроновым.
- «ЛЮДИ СПОРТА с Николаем Валуевым».
- «Женский состав» — с Александрой Лысковой.
- «Детская площадка» — с Дарьей Мироновой.
- «Лига Чемпионов» — обзор событий самого престижного клубного футбольного турнира Европы
- «100 % футбола» — обсуждение главных футбольных тем дня с экспертами (по понедельникам — с Александром Бубновым, по средам — с Василием Уткиным, по пятницам — с Юрием Розановым). Постоянные ведущие: Игорь Кытманов, Дмитрий Дерунец и Нобель Арустамян.
- «Гостиная» — программа Алексея Лебедева
- «Двойной удар» — программа о единоборствах Игоря Рязанцева и Романа Мазурова.
- «Спорный момент» — обсуждение важнейших тем в мире спорта с Александром Кузмаком и Денисом Косяковым.
- «Мужской взгляд» (ранее — «На все 100») с Дмитрием Дерунцом (по четвергам с Александром Кузмаком).
- «100 % Петербурга» — обсуждение главных спортивных новостей Санкт-Петербурга (по будням в эфире «Спорт FM Санкт-Петербург»).
- «Спортплощадка» с Эдуардом Каневским и Евгенией Обруч.

## Внеэфирные мероприятия «Спорт FM»
С 2011 года «Спорт FM» регулярно проводил встречи со своими слушателями в формате вечеринок и совместных поездок на футбольные матчи с победителями викторин радиоэфира. В разное время ведущими этих мероприятий становились Нобель Арустамян, Дмитрий Дерунец, Александр Кузмак, Игорь Кытманов, Николай Яременко. Ежегодным является и традиционный «Летний кубок „Радио Спорт“ по футболу», который проходит на МСА «Локомотив». В 2012 году он был приурочен к 6-летию радиостанции и ознаменовался участием рекордного количества команд — 28, в том числе отдельной сборной слушателей «Спорт FM». Также любой желающий мог прийти к ним в редакцию, чтобы пообщаться с ведущими и даже зайти в саму эфирную студию.

## Бывшие ведущие

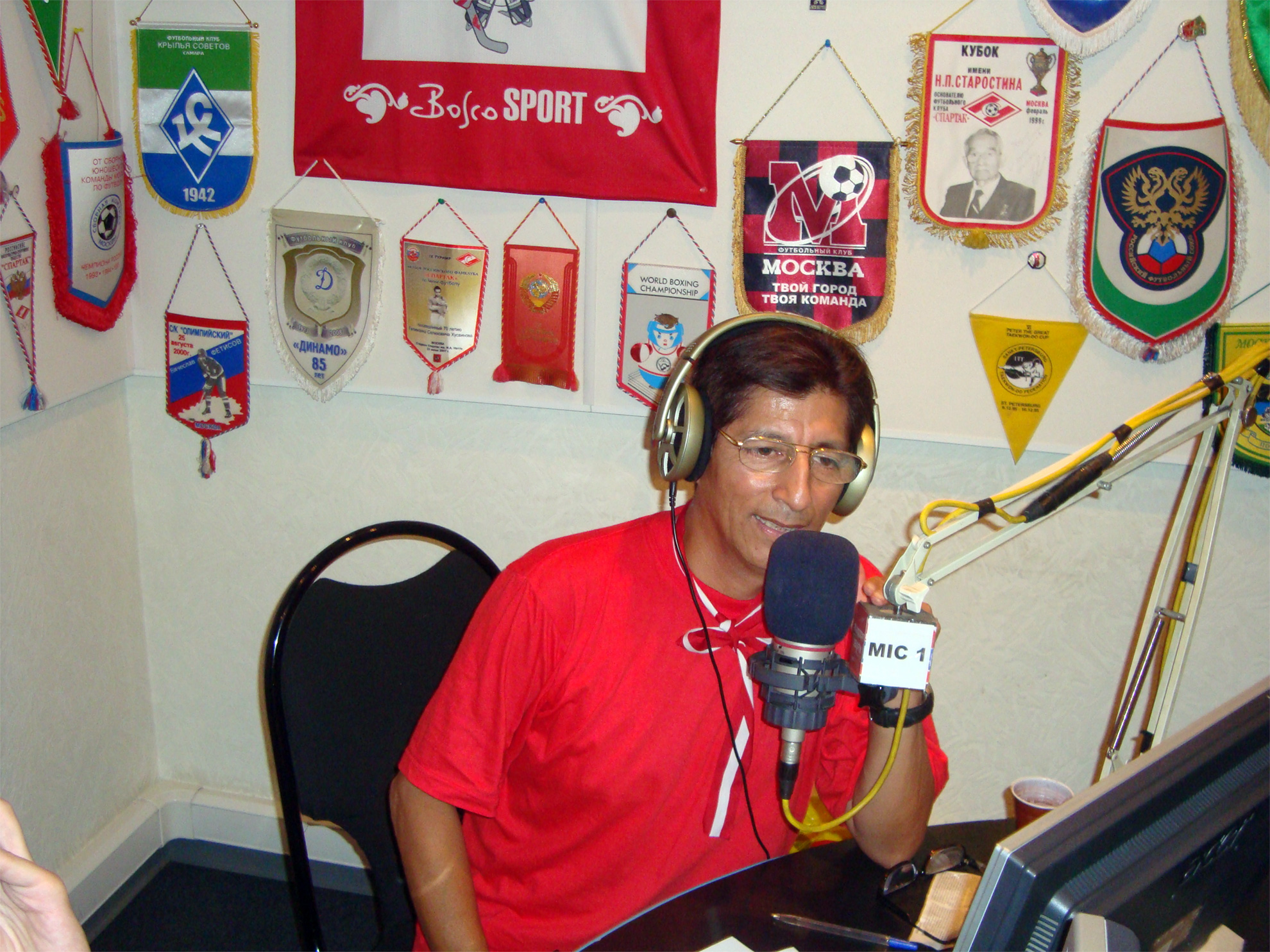
Лоренсо де Чосика в эфире Игоря Кытманова комментирует матч Кубка Америки Колумбия — Перу, 16 июля 2011 г.

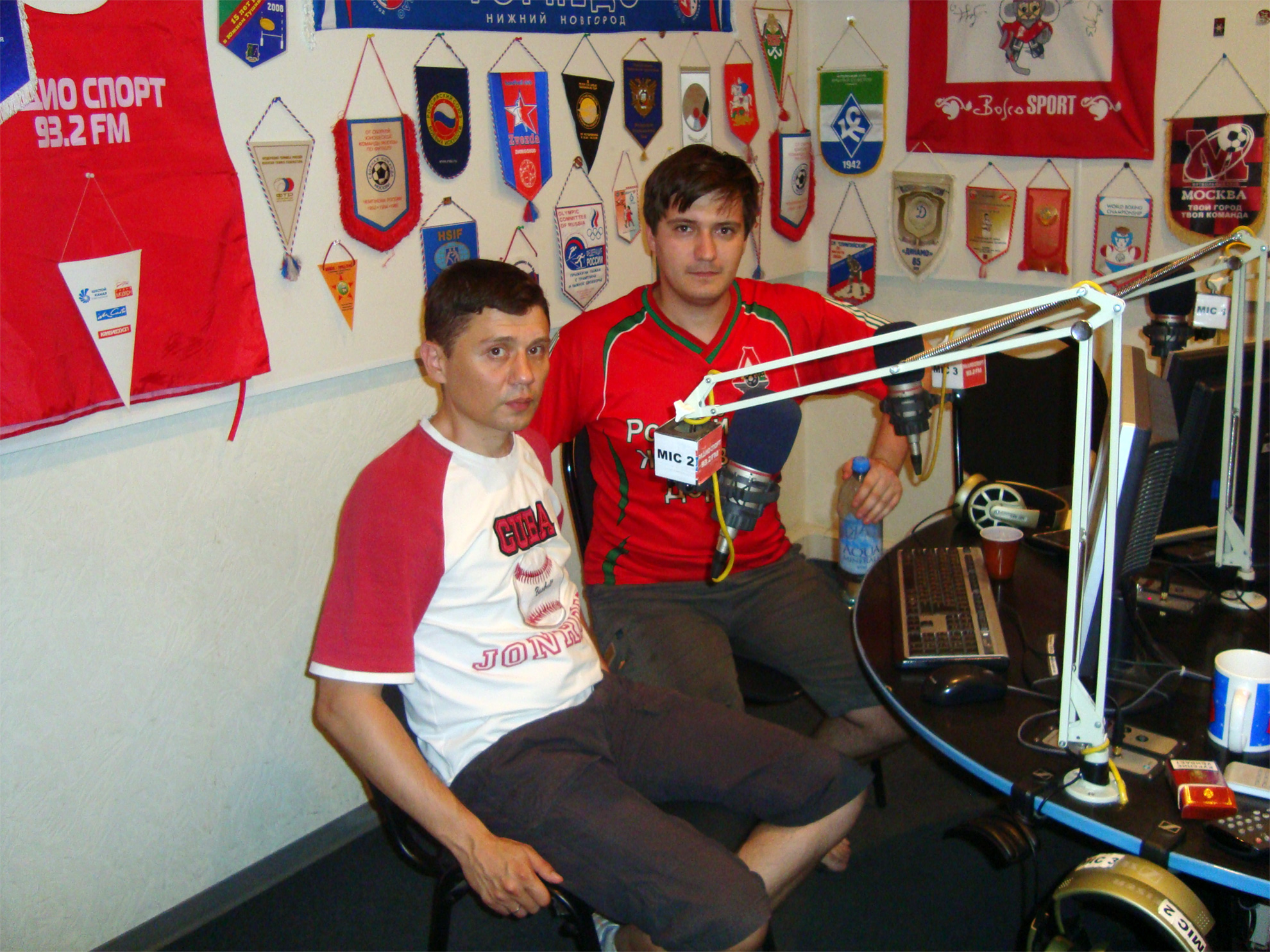
Игорь Кытманов и Олег Абарников комментируют матч Кубка Америки Аргентина — Уругвай, 17 июля 2011 г.

- Николай Амплеев
- Арташес Антонян
- Сергей Арбузов
- Нобель Арустамян
- Владимир Березов
- Данила Бизюкин
- Вероника Борисенкова
- Александр Боярский
- Сергей Брехловский
- Александр Бубнов
- Роман Вагин
- Николай Валуев
- Олег Винокуров
- Сергей Воробьёв
- Эмма Гаджиева
- Константин Генич
- Алла Глущенко
- Илья Громов
- Роман Гутцайт
- Тимур Дагуев
- Сергей Данилевич
- Кирилл Дементьев
- Пётр Демидов
- Дмитрий Дерунец
- Владимир Дехтярёв
- Артём Дроздов
- Карина Ершова
- Дмитрий Жичкин
- Алексей Зольдберг
- Иван Ильющенко
- Кирилл Исаков
- Александр Калмыков
- Эдуард Каневский
- Виталий Качановский
- Катерина Кирильчева
- Кристина Колесникова
- Мария Командная
- Мария Кондитерская
- Андрей Кондрашов
- Михаил Королёв
- Максим Корольков
- Дмитрий Красюков
- Сергей Кривохарченко
- Никита Кричевский
- Филарет Кружков
- Филипп Кудрявцев
- Александр Кузмак
- Александр Кулаков
- Полина Кульбеда
- Сергей Курманов
- Отар Кушанашвили
- Игорь Кытманов
- Андрей Лаврентьев
- Александр Лапшин
- Алексей Лебедев
- Дарьяна Левченко
- Антон Лисин
- Максим Лисовой
- Александра Лыскова
- Роман Мазуров
- Роман Макарычев
- Александр Малыхин
- Мария Маркова
- Элона Марктвейн
- Александр Мартанов
- Светлана Матвеева
- Дарья Миронова
- Анатолий Молчанов
- Денис Николаев
- Евгения Обруч
- Ольга Кокс
- Георгий Олтаржевский
- Олег Пирожков
- Михаил Поленов
- Мария Деева
- Игорь Рабинер
- Юрий Розанов
- Андрей Романов
- Игорь Рязанцев
- Юлия Сапегина
- Дмитрий Сачков
- Денис Смачков
- Александр Софронов
- Ирина Спасская
- Владимир Стогниенко
- Софья Тартакова
- Владас Ташев
- Дмитрий Терехов
- Тарас Тимошенко
- Дмитрий Томниковский
- Максим Трусов
- Василий Уткин
- Сергей Федотов
- Степан Чаушьян
- Николай Чегорский
- Анна Чернавкина
- Рамаз Чиаурели
- Алексей Шахматов
- Виктор Шестопалов
- Антон Ширяев
- Роман Щерба
- Андрей Юртаев
- Сергей Ясенев
- Николай Яременко

### Бывшие ведущие в Санкт-Петербурге
- Олег Соболевский
- Александр Кузьмин
- Татьяна Капылова
- Евгений Гусев
- Алексей Дунаевский
- Станислав Спасский

## Бывшие города вещания
Вещание прекращено и передано Studio 21
- Арзамас — 98,5
- Архангельск — 90,0
- Белгород — 87,6
- Брянск — 87,5
- Владивосток — 87,8
- Владимир — 106,9
- Волгоград — 106,0
- Вологда — 103,7
- Екатеринбург — 92,7
- Иваново — 105,4
- Ижевск — 95,4
- Казань — 91,9
- Калининград — 103,4
- Карачаевск — 107,5
- Кемерово — 90,2
- Киров — 101,8
- Липецк — 105,1
- Москва — 93,2
- Мурманск — 88,7
- Нижний Тагил — 103,6
- Новокузнецк — 93,2
- Омск — 89,5
- Орёл — 98,5
- Оренбург — 107,7
- Петрозаводск — 101,8
- Рязань — 97,3
- Санкт-Петербург — 95,5
- Смоленск — 87,7
- Сочи — 104,8
- Сочи / Красная Поляна — 104,1
- Сочи / Лазаревское — 102,3
- Ставрополь — 106,8
- Тамбов — 103,9
- Тольятти — 95,5
- Тюмень — 87,9
- Ульяновск — 88,8
- Уфа — 87,8
- Хабаровск — 107,5
- Челябинск — 102,4
- Черкесск — 107,5

#### Заменено наДорожное радио
- Иркутск — 91,1[3] (c 22 сентября 2015 года)
- Нижний Новгород — 105,4[3] (c 28 сентября 2015 года)
- Самара — 97,3[3] (c 21 сентября 2015 года)
- Тула — 90,7[3] (c 1 октября 2015 года)
- Чебоксары — 100,7[3] (c 6 октября 2015 года)

#### Заменено на Новое Радио
- Барнаул — 91,1[26] (с 13 ноября 2017 года)
- Воронеж — 98,5[26] (с 7 ноября 2017 года)
- Калуга — 107,6[26] (с 14 ноября 2017 года)
- Краснодар — 89,3[26] (с 15 ноября 2017 года)
- Красноярск — 93,5[26] (с 10 ноября 2017 года)
- Пермь — 95,8[26] (с 8 ноября 2017 года)
- Саратов — 103,9[26] (с 16 ноября 2017 года)
- Тверь — 96,5[26] (с 9 ноября 2017 года)
- Ярославль — 99,5[26] (с 15 ноября 2017 года)

#### Заменено на другие радиостанции
- Астрахань — 91,4[3] (c 25 сентября 2015 года заменена на «Ретро FM»[3])
- Набережные Челны — 106,4[3] (c 6 августа 2015 года заменена на «Ретро FM»[3])
- Новосибирск — 92,8[3] (c 25 сентября 2015 года заменена на «Радио 7 на семи холмах»[3])
- Оренбург — 90,5 (заменена на «Вести FМ», сейчас вещает на 107,7)
- Томск, Северск — 107,6[27] (c 20 мая 2016 года заменена на «Европа Плюс»)

## Награды и премии
- Лауреат премии «Радиомания» в номинации «Лучшая спортивная программа» 2011[28], 2012[29] и 2013 годов[30].